# Мураками, Рэна
Рэна Мураками (яп. 村上 麗奈 Мураками Рэна, род. 25 ноября 1967 года, Токио, Япония) — бывшая японская модель и порноактриса.

## Биография
Рэна Мураками начала свою карьеру в качестве гравюр-айдола. В марте 1988 года состоялся её дебют в порнографии: первый фильм с её участием носил название «Инфекция желания» (яп. 発情感染 хацудзё: кансэн). В декабре того же года она снялась в эротическом фильме «Повседневность Коико» (яп. 恋子の毎日, коико но майнити) компании Toei. В последующие два года она активно снимается как в порнографических, так и не порнографических (эротических) фильмах.
В 1990 году Рэна переезжает в Гонконг, где работает стриптизёршей. С 1991 по 1994 год Мураками активно снимается в гонконгских эротических фильмах, наиболее успешными среди которых стали «Скрытые желания» (с Вероникой Ип), «Секс и дзен» (с Эми Ип) и «Побег из борделя» (с Полин Чан). В Гонконге Мураками снялась в одном порнографическом фильме, который, в отличие от её японских работ, не был поддан цензуре.
В 1993 году актриса вернулась в Японию. В том же году в прессу просочились слухи, что Мураками оказала сексуальные услуги султану Брунея во время визита последнего в Японию. Актриса прекратила сниматься в эротике: основным родом её занятия стали выступления в стриптиз-клубе Роккудза. В 1997 году она снялась эротическом фильме «Рэна Мураками» (яп. 村上麗奈 究極名器妻 мураками рэна кю:кёку мэйки цума), режиссёром которого выступил Сатору Кобаяси. После этого Мураками на долгое время исчезла из поля зрения поклонников. Её кратковременное возвращение на экраны состоялось в 2008 году, когда она засветилась в фильме «Серийный папа» (яп. 小森 生活 向上クラブ комори сэйкацу ко:дзё: курабу). После этого она вновь покинула шоу-бизнес и большой экран.

## Избранная фильмография

### Порнография
| Название | Дата выхода | Режиссёр      | Студия                        | Примечания                                       |
| --- | ----------- | ------------- | ----------------------------- | ------------------------------------------------ |
| Hatsujō Kansen 発情感染                                                                                         | 1988-03     |               | h.m.p. Miss Christine         | Дебют в порнографии                              |
| Private 私小説 彩られた肉肌                                                                                     | 1988-06-17  |               | VIP 5C-034                    |                                                  |
| Rena Murakami Final Ecstacy 村上麗奈ラスト・インサート 東京淫女                                                 | 1988        | Рюити Хироки  | Athena Eizou AS-113           |                                                  |
| Completely Lewd 淫熟                                                                                            | 1989-01-10  |               | Alice Japan KA-1221           |                                                  |
| Reiko Kiyomi Rena — Triple Horny Girls Can Not Be Patient レイコ･清美･麗奈のガマンできない娘たち トリプルエッチ | 1989        |               | h.m.p. Miss Christine SMC-016 | При участии Рэйко Хаямы и Киёми Адзумы           |
| Rena Murakami. Classic JAV Star Uncensored Vintage Movie 村上麗奈                                               | 1993        |               |                               | Снят в Гонконге. Единственный фильм без цензуры. |
| Kozenwaisetsu 4 Rena Murakami 口全ワイセツ ４ 村上麗奈                                                          | 1993        |               | h.m.p. Samm DSV-030           |                                                  |
| History of Rena Murakami 村上麗奈HISTORY                                                                        | 2006-09-22  | Таро Мацумото | Atlas21 RDA06-091             | Состоит из двух ранник работ (1988 год)          |

### Гонкгонгский период
| Название                       | Дата выхода | Директор           | Студия                        | Примечания |
| ------------------------------ | ----------- | ------------------ | ----------------------------- | ---------- |
| Hidden Desire 我為卿狂         | 1991-11-15  | Хо Фань 何藩       | Golden Harvest                |            |
| Sex and Zen 玉蒲團之偷情寶鑑   | 1991-11-30  | Майкл Мак          | Golden Harvest                |            |
| Escape from Brothel 花街狂奔   | 1992-02-29  | Ван Лунвэй         | Chinachem Cinema Circuit 華懋 |            |
| Unforgetful Holiday 三級七日情 | 1992-10-01  | Шерман Вонг 黃靖華 | Imperial 京都                 |            |
| All Over the World 大昅野      | 1993-01-07  |                    | Regal 永高                    | камео      |
| 1/3 Lover 1/3情人              | 1993        | Томми Вонг 王振仰  |                               |            |
| Dream Lovers 青春夢裡人        | 1994        |                    |                               |            |

### Непорнографические работы
| Название                                                                                        | Дата выпуска | Директор          | Студия                              | Примечания           |
| ----------------------------------------------------------------------------------------------- | ------------ | ----------------- | ----------------------------------- | -------------------- |
| Koiko no mainichi 恋子の毎日                                                                    | 1988-12-17   | Кандзи Амао       | Toei                                |                      |
| Strawberry Times 2: Santa ga koishi niyattekita ストロベリータイムス２ サンタが恋しにやってきた | 1989-11      | Кадзухиро Онохара | Bandai Visual                       | V-Cinema             |
| Shin dōtei monogatari: Hong Kong virgin boy 新・童貞物語 ホンコンバージンボーイ                 | 1990-03-10   | Томиока Тадафуми  | Bandai Visual                       |                      |
| Code Name 348: Onna keiji sashiba コードネーム３４８ 女刑事 サシバ                              | 1990-12-10   | Кан Мукай         | Shochiku Video                      | V-Cinema             |
| Kyonyū Hunter 2: Adventure Summer 巨乳ハンター２ アドベンチャー・サマー                         | 1990-12-25   | Тосио Кобаяси     | Tohokushinsha Film                  | V-Cinema             |
| Kedamono kemono ＫＥＤＡＭＯＮＯ 獣                                                             | 1993         | Юкари Осима       | ＩＳＥＭＯＴＯ                      | V-Cinema             |
| Murakami Rena: kyūkyoku meigizuma 村上麗奈 究極名器妻 レナ・フィルム                            | 1997-08-01   | Сатору Кобаяси    | Runa Films XCes                     | produced and starred |
| Serial Dad 小森生活向上クラブ Komori seikatsu kōjō kurabu                                       | 2008-11-08   | Икки Катасима     | Phantom Film (ファントム・フィルム) |                      |